# 日本ミライズ
株式会社日本ミライズ（にほんミライズ）は日本の商社。
防衛商社「山田洋行」で専務を務めていた宮崎元伸が、山田洋行社長の米津佳彦との経営方針の対立から独立し、2006年9月1日に設立した。

## 設立の経緯
創設者の宮﨑元伸は日本の防衛商社山田洋行の元専務である。
山田グループオーナーである山田正志および山田真嗣は、山田洋行の親会社である弥生不動産の負債返済を目的として、山田洋行株式の担保設定、売却などを検討したが、これに反発した宮﨑など、オーナーを除いた山田洋行の経営陣は、2005年初め頃に自社買収（MBO）を計画するが失敗、オーナーとの対立が深まった。
そのため、宮崎は同年半ばに退職、2006年9月に日本ミライズを設立した。その後、山田洋行から約50名の社員が退社し、日本ミライズに転籍した。
山田洋行事件により宮崎と防衛事務次官だった守屋武昌との癒着が発覚し、宮崎は逮捕された。